# Floridina parvicella
Floridina parvicella är en mossdjursart som beskrevs av Canu och Bassler 1923. Floridina parvicella ingår i släktet Floridina och familjen Onychocellidae.
Artens utbredningsområde är Mexikanska golfen. Inga underarter finns listade i Catalogue of Life.